# Seznam olympijských medailistů ve veslování
Toto je seznam olympijských medailistů ve veslování na letních olympijských hrách.

## Skif
| Rok      | Zlato                                               | Stříbro                                                 | Bronz                                                         |
| -------- | --------------------------------------------------- | ------------------------------------------------------- | ------------------------------------------------------------- |
| LOH 1900 | Hermann Barrelet · Francie (FRA)                    | André Gaudin · Francie (FRA)                            | George Saint Ashe · Velká Británie (GBR)                      |
| LOH 1904 | Frank Greer · Spojené státy americké (USA)          | James Juvenal · Spojené státy americké (USA)            | Constance Titus · Spojené státy americké (USA)                |
| LOH 1908 | Harry Blackstaffe · Velká Británie (GBR)            | Alexander McCulloch · Velká Británie (GBR)              | Bernhard von Gaza · Německo (GER)                             |
| LOH 1908 | Harry Blackstaffe · Velká Británie (GBR)            | Alexander McCulloch · Velká Británie (GBR)              | Károly Levitzky · Maďarsko (HUN)                              |
| LOH 1912 | William Kinnear · Velká Británie (GBR)              | Polydore Veirman · Belgie (BEL)                         | Everard Butler · Kanada (CAN)                                 |
| LOH 1912 | William Kinnear · Velká Británie (GBR)              | Polydore Veirman · Belgie (BEL)                         | Mart Kuusik · Rusko (RUS)                                     |
| LOH 1920 | John Brendan Kelly · Spojené státy americké (USA)   | Jack Beresford · Velká Británie (GBR)                   | Darcy Hadfield · Nový Zéland (NZL)                            |
| LOH 1924 | Jack Beresford · Velká Británie (GBR)               | William Gilmore · Spojené státy americké (USA)          | Josef Schneider · Švýcarsko (SUI)                             |
| LOH 1928 | Bobby Pearce · Austrálie (AUS)                      | Kenneth Myers · Spojené státy americké (USA)            | Theodore Collet · Velká Británie (GBR)                        |
| LOH 1932 | Bobby Pearce · Austrálie (AUS)                      | William Miller · Spojené státy americké (USA)           | Guillermo Douglas · Uruguay (URU)                             |
| LOH 1936 | Gustav Schäfer · Německo (GER)                      | Josef Hasenöhrl · Rakousko (AUT)                        | Daniel Barrow · Spojené státy americké (USA)                  |
| LOH 1948 | Mervyn Wood · Austrálie (AUS)                       | Eduardo Risso · Uruguay (URU)                           | Romolo Catasta · Itálie (ITA)                                 |
| LOH 1952 | Jurij Ťukalov · Sovětský svaz (URS)                 | Mervyn Wood · Austrálie (AUS)                           | Teodor Kocerka · Polsko (POL)                                 |
| LOH 1956 | Vjačeslav Ivanov · Sovětský svaz (URS)              | Stuart MacKenzie · Austrálie (AUS)                      | John B. Kelly, Jr. · Spojené státy americké (USA)             |
| LOH 1960 | Vjačeslav Ivanov · Sovětský svaz (URS)              | Achim Hill · Tým sjednoceného Německa (EUA)             | Teodor Kocerka · Polsko (POL)                                 |
| LOH 1964 | Vjačeslav Ivanov · Sovětský svaz (URS)              | Achim Hill · Tým sjednoceného Německa (EUA)             | Gottfried Kottmann · Švýcarsko (SUI)                          |
| LOH 1968 | Henri Jan Wienese · Nizozemsko (NED)                | Jochen Meißner · Západní Německo (FRG)                  | Alberto Demiddi · Argentina (ARG)                             |
| LOH 1972 | Jurij Malyšev · Sovětský svaz (URS)                 | Alberto Demiddi · Argentina (ARG)                       | Wolfgang Güldenpfennig · Německá demokratická republika (GDR) |
| LOH 1976 | Pertti Karppinen · Finsko (FIN)                     | Peter-Michael Kolbe · Západní Německo (FRG)             | Joachim Dreifke · Německá demokratická republika (GDR)        |
| LOH 1980 | Pertti Karppinen · Finsko (FIN)                     | Vasil Jakuša · Sovětský svaz (URS)                      | Peter Kersten · Německá demokratická republika (GDR)          |
| LOH 1984 | Pertti Karppinen · Finsko (FIN)                     | Peter-Michael Kolbe · Západní Německo (FRG)             | Robert Mills · Kanada (CAN)                                   |
| LOH 1988 | Thomas Lange · Německá demokratická republika (GDR) | Peter-Michael Kolbe · Západní Německo (FRG)             | Eric Verdonk · Nový Zéland (NZL)                              |
| LOH 1992 | Thomas Lange · Německo (GER)                        | Václav Chalupa · Československo (TCH)                   | Kajetan Broniewski · Polsko (POL)                             |
| LOH 1996 | Xeno Müller · Švýcarsko (SUI)                       | Derek Porter · Kanada (CAN)                             | Thomas Lange · Německo (GER)                                  |
| LOH 2000 | Rob Waddell · Nový Zéland (NZL)                     | Xeno Müller · Švýcarsko (SUI)                           | Marcel Hacker · Německo (GER)                                 |
| LOH 2004 | Olaf Tufte · Norsko (NOR)                           | Jüri Jaanson · Estonsko (EST)                           | Ivo Janakiev · Bulharsko (BUL)                                |
| LOH 2008 | Olaf Tufte · Norsko (NOR)                           | Ondřej Synek · Česko (CZE)                              | Mahé Drysdale · Nový Zéland (NZL)                             |
| LOH 2012 | Mahé Drysdale · Nový Zéland (NZL)                   | Ondřej Synek · Česko (CZE)                              | Alan Campbell · Velká Británie (GBR)                          |
| LOH 2016 | Mahé Drysdale · Nový Zéland (NZL)                   | Damir Martin · Chorvatsko (CRO)                         | Ondřej Synek · Česko (CZE)                                    |
| LOH 2020 | Stefanos Ntouskos · Řecko (GRE)                     | Kjetil Borch · Norsko (NOR)                             | Damir Martin · Chorvatsko (CRO)                               |
| LOH 2024 | Oliver Zeidler · Německo (GER)                      | Yauheni Zalaty · Individuální neutrální sportovci (AIN) | Simon van Dorp · Nizozemsko (NED)                             |

## Dvojskif
| Rok       | Zlato                                                                       | Stříbro                                                         | Bronz                                                                         |
| --------- | --------------------------------------------------------------------------- | --------------------------------------------------------------- | ----------------------------------------------------------------------------- |
| LOH 1904  | · Spojené státy americké (USA) · John Mulcahy · William Varley              | · Spojené státy americké (USA) · Jamie McLoughlin · John Hoben  | · Spojené státy americké (USA) · Joseph Ravannack · John Wells                |
| 1908–1912 | závod nebyl na programu LOH                                                 | závod nebyl na programu LOH                                     | závod nebyl na programu LOH                                                   |
| LOH 1920  | · Spojené státy americké (USA) · Paul Costello · John Brendan Kelly         | · Itálie (ITA) · Pietro Annoni · Erminio Dones                  | · Francie (FRA) · Gaston Giran · Alfred Plé                                   |
| LOH 1924  | · Spojené státy americké (USA) · Paul Costello · John Brendan Kelly         | · Francie (FRA) · Marc Detton · Jean-Pierre Stock               | · Švýcarsko (SUI) · Rudolf Bosshard · Heinrich Thoma                          |
| LOH 1928  | · Spojené státy americké (USA) · Paul Costello · Charles McIlvaine          | · Kanada (CAN) · Joseph Wright · Jack Guest                     | · Rakousko (AUT) · Leo Losert · Viktor Flessl                                 |
| LOH 1932  | · Spojené státy americké (USA) · Kenneth Myers · William Gilmore            | · Německo (GER) · Herbert Buhtz · Gerhard Boetzelen             | · Kanada (CAN) · Charles Pratt · Noel de Mille                                |
| LOH 1936  | · Velká Británie (GBR) · Jack Beresford · Dick Southwood                    | · Německo (GER) · Willi Kaidel · Joachim Pirsch                 | · Polsko (POL) · Roger Verey · Jerzy Ustupski                                 |
| LOH 1948  | · Velká Británie (GBR) · Richard Burnell · Bert Bushnell                    | · Dánsko (DEN) · Ebbe Parsner · Aage Larsen                     | · Uruguay (URU) · William Jones · Juan Rodríguez                              |
| LOH 1952  | · Argentina (ARG) · Tranquilo Cappozzo · Eduardo Guerrero                   | · Sovětský svaz (URS) · Georgij Žylin · Ihor Jemčuk             | · Uruguay (URU) · Miguel Seijas · Juan Rodríguez                              |
| LOH 1956  | · Sovětský svaz (URS) · Alexandr Berkutov · Jurij Ťukalov                   | · Spojené státy americké (USA) · Pat Costello · James Gardiner  | · Austrálie (AUS) · Murray Riley · Mervyn Wood                                |
| LOH 1960  | · Československo (TCH) · Václav Kozák · Pavel Schmidt                       | · Sovětský svaz (URS) · Alexandr Berkutov · Jurij Ťukalov       | · Švýcarsko (SUI) · Ernst Huerlimann · Rolf Larcher                           |
| LOH 1964  | · Sovětský svaz (URS) · Boris Dubrovskij · Oleg Ťurin                       | · Spojené státy americké (USA) · Seymour Cromwell · James Storm | · Československo (TCH) · Vladimír Andrs · Pavel Hofmann                       |
| LOH 1968  | · Sovětský svaz (URS) · Anatolij Sass · Alexandr Timošinin                  | · Nizozemsko (NED) · Henricus Droog · Leendert Van Dis          | · Spojené státy americké (USA) · John Nunn · William Maher                    |
| LOH 1972  | · Sovětský svaz (URS) · Alexandr Timošinin · Gennadij Koršikov              | · Norsko (NOR) · Frank Hansen · Svein Thøgersen                 | · Německá demokratická republika (GDR) · Joachim Böhmer · Hans-Ulrich Schmied |
| LOH 1976  | · Norsko (NOR) · Frank Hansen · Alf Hansen                                  | · Velká Británie (GBR) · Chris Baillieu · Michael Hart          | · Německá demokratická republika (GDR) · Jurgen Bertov · Hans Ulrich Schmied  |
| LOH 1980  | · Německá demokratická republika (GDR) · Joachim Dreifke · Klaus Kröppelien | · Jugoslávie (YUG) · Zoran Pančić · Milorad Stanulov            | · Československo (TCH) · Zdeněk Pecka · Václav Vochoska                       |
| LOH 1984  | · Spojené státy americké (USA) · Brad Alan Lewis · Paul Enquist             | · Belgie (BEL) · Pierre-Marie Deloof · Dirk Crois               | · Jugoslávie (YUG) · Zoran Pančić · Milorad Stanulov                          |
| LOH 1988  | · Nizozemsko (NED) · Nico Rienks · Ronald Florijn                           | · Švýcarsko (SUI) · Beat Schwerzmann · Ueli Bodenmann           | · Sovětský svaz (URS) · Olexandr Marčenko · Vasilij Jakuša                    |
| LOH 1992  | · Austrálie (AUS) · Peter Antonie · Stephen Hawkins                         | · Rakousko (AUT) · Arnold Jonke · Christoph Zerbst              | · Nizozemsko (NED) · Nico Rienks · Henk-Jan Zwolle                            |
| LOH 1996  | · Itálie (ITA) · Agostino Abbagnale · Davide Tizzano                        | · Norsko (NOR) · Steffen Skår Størseth · Kjetil Undset          | · Francie (FRA) · Frederic Kowal · Samuel Barathay                            |
| LOH 2000  | · Slovinsko (SLO) · Luka Špik · Iztok Čop                                   | · Norsko (NOR) · Olaf Tufte · Fredrik Bekken                    | · Itálie (ITA) · Giovanni Calabrese · Nicola Sartori                          |
| LOH 2004  | · Francie (FRA) · Sébastien Vieilledent · Adrien Hardy                      | · Slovinsko (SLO) · Luka Špik · Iztok Čop                       | · Itálie (ITA) · Rossano Galtarossa · Alessio Sartori                         |
| LOH 2008  | · Austrálie (AUS) · David Crawshay · Scott Brennan                          | · Estonsko (EST) · Tõnu Endrekson · Jüri Jaanson                | · Velká Británie (GBR) · Matthew Wells · Stephen Rowbotham                    |
| LOH 2012  | · Nový Zéland (NZL) · Nathan Cohen · Joseph Sullivan                        | · Itálie (ITA) · Romano Battisti · Alessio Sartori              | · Slovinsko (SLO) · Iztok Čop · Luka Špik                                     |
| LOH 2016  | · Chorvatsko (CRO) · Martin Sinković · Valent Sinković                      | · Litva (LTU) · Mindaugas Griškonis · Saulius Ritter            | · Norsko (NOR) · Kjetil Borch · Olaf Tufte                                    |
| LOH 2020  | · Francie (FRA) · Hugo Boucheron · Matthieu Androdias                       | · Nizozemsko (NED) · Melvin Twellaar · Stef Broenink            | · Čína (CHN) · Liu Zhiyu · Zhang Liang                                        |
| LOH 2024  | Rumunsko · Andrei-Sebastian Cornea · Marian Enache                          | Nizozemsko · Melvin Twellaar · Stef Broenink                    | Irsko · Daire Lynch · Philip Doyle                                            |

## Párová čtyřka
| Rok      | Zlato | Stříbro                                                                                            | Bronz                                                                                                  |
| -------- | --- | -------------------------------------------------------------------------------------------------- | --- |
| LOH 1976 | · Německá demokratická republika (GDR) · Wolfgang Güldenpfennig · Rüdiger Reiche · Karl Heinz Bussert · Michael Wolfgramm | · Sovětský svaz (URS) · Jevgenij Dulejev · Jurij Jakimov · Aivar Lazdenieks · Vitautas Butkus      | · Československo (TCH) · Jaroslav Hellebrand · Zdeněk Pecka · Václav Vochoska · Vladek Lacina          |
| LOH 1980 | · Německá demokratická republika (GDR) · Frank Dundr · Carsten Bunk · Uwe Heppner · Martin Winter                         | · Sovětský svaz (URS) · Jurij Šapočka · Jevgenij Barbakov · Valerij Klešňov · Nikolaj Dovgaň       | · Bulharsko (BUL) · Minčo Nikolov · Ljubomir Petrov · Ivo Rusev · Bogdan Dobrev                        |
| LOH 1984 | · Západní Německo (FRG) · Albert Hedderich · Raimund Hörmann · Dieter Wiedenmann · Michael Dürsch                         | · Austrálie (AUS) · Paul Reedy · Gary Gullock · Timothy Mclaren · Anthony Lovrich                  | · Kanada (CAN) · Doug Hamilton · Mike Hughes · Phil Monckton · Bruce Ford                              |
| LOH 1988 | · Itálie (ITA) · Agostino Abbagnale · Davide Tizzano · Gianluca Farina · Piero Poli                                       | · Norsko (NOR) · Alf Hansen · Rolf Thorsen · Lars Bjønness · Vetle Vinje                           | · Německá demokratická republika (GDR) · Jens Köppen · Steffen Zühlke · Steffen Bogs · Heiko Habermann |
| LOH 1992 | · Německo (GER) · Andreas Hajek · Michael Steinbach · Stephan Volkert · André Willms                                      | · Norsko (NOR) · Kjetil Undset · Per Sætersdal · Lars Bjønness · Rolf Thorsen                      | · Itálie (ITA) · Alessandro Corona · Gianluca Farina · Rossano Galtarossa · Filippo Soffici            |
| LOH 1996 | · Německo (GER) · Andreas Hajek · Stephan Volkert · André Steiner · André Willms                                          | · Spojené státy americké (USA) · Tim Young · Eric Mueller · Brian Jamieson · Jason Gailes          | · Austrálie (AUS) · Janusz Hooker · Boden Joseph Hanson · Duncan Free · Ronald Snook                   |
| LOH 2000 | · Itálie (ITA) · Agostino Abbagnale · Alessio Sartori · Rossano Galtarossa · Simone Raineri                               | · Nizozemsko (NED) · Jochem Verberne · Dirk Lippits · Diederik Simon · Michiel Bartman             | · Německo (GER) · Marco Geisler · Andreas Hajek · Stephan Volkert · André Willms                       |
| LOH 2004 | · Rusko (RUS) · Nikolaj Spiňov · Igor Kravcov · Alexej Svirin · Sergej Fedorovcev                                         | · Česko (CZE) · David Kopřiva · Tomáš Karas · Jakub Hanák · David Jirka                            | · Ukrajina (UKR) · Sergij Grin · Sergij Biluščenko · Oleh Lykov · Leonid Šapošnikov                    |
| LOH 2008 | · Polsko (POL) · Konrad Wasielewski · Marek Kolbowicz · Michał Jeliński · Adam Korol                                      | · Itálie (ITA) · Luca Agamennoni · Simone Venier · Rossano Galtarossa · Simone Raineri             | · Francie (FRA) · Jonathan Coeffic · Pierre-Jean Peltier · Julien Bahain · Cédric Berrest              |
| LOH 2012 | · Německo (GER) · Karl Schulze · Philipp Wende · Lauritz Schoof · Tim Grohmann                                            | · Chorvatsko (CRO) · David Šain · Martin Sinković · Damir Martin · Valent Sinković                 | · Austrálie (AUS) · Chris Morgan · Karsten Forsterling · James McRae · Daniel Noonan                   |
| LOH 2016 | · Německo (GER) · Philipp Wende · Lauritz Schoof · Karl Schulze · Hans Gruhne                                             | · Austrálie (AUS) · Karsten Forsterling · Alexander Belonogoff · Cameron Girdlestone · James McRae | · Estonsko (EST) · Andrei Jämsä · Allar Raja · Tõnu Endrekson · Kaspar Taimsoo                         |
| LOH 2020 | · Nizozemsko (NED) · Dirk Uittenbogaard · Abe Wiersma · Tone Wieten · Koen Metsemakers                                    | · Velká Británie (GBR) · Harry Leask · Angus Groom · Tom Barras · Jack Beaumont                    | · Austrálie (AUS) · Jack Cleary · Caleb Antill · Cameron Girdlestone · Luke Letcher                    |
| LOH 2024 | Nizozemsko · Lennart van Lierop · Finn Florijn · Tone Wieten · Koen Metsemakers                                           | Itálie · Luca Chiumento · Luca Rambaldi · Giacomo Gentili · Andrea Panizza                         | Polsko · Fabian Barański · Mateusz Biskup · Dominik Czaja · Mirosław Ziętarski                         |

## Dvojka bez kormidelníka
| Rok       | Zlato                                                                        | Stříbro                                                           | Bronz                                                                   |
| --------- | ---------------------------------------------------------------------------- | ----------------------------------------------------------------- | ----------------------------------------------------------------------- |
| LOH 1904  | · Spojené státy americké (USA) · Robert Farnan · Joseph Ryan                 | · Spojené státy americké (USA) · John Mulcahy · William Varley    | · Spojené státy americké (USA) · John Joachim · Joseph Buerger          |
| LOH 1908  | · Velká Británie (GBR) · John Fenning · Gordon Thomson                       | · Velká Británie (GBR) · George Fairbairn · Philip Verdon         | · Kanada (CAN) · Frederick Toms · Norwey Jackes                         |
| LOH 1908  | · Velká Británie (GBR) · John Fenning · Gordon Thomson                       | · Velká Británie (GBR) · George Fairbairn · Philip Verdon         | · Německo (GER) · Martin Stahnke · Willy Düskow                         |
| 1912–1920 | závod nebyl na programu LOH                                                  | závod nebyl na programu LOH                                       | závod nebyl na programu LOH                                             |
| LOH 1924  | · Nizozemsko (NED) · Teun Beijnen · Willy Rösingh                            | · Francie (FRA) · Maurice Bouton · Georges Piot                   | neudělena                                                               |
| LOH 1928  | · Německo (GER) · Kurt Moeschter · Bruno Müller                              | · Velká Británie (GBR) · Terence O'Brien · Robert Nisbet          | · Spojené státy americké (USA) · Paul McDowell · John Schmitt           |
| LOH 1932  | · Velká Británie (GBR) · Lewis Clive · Hugh Edwards                          | · Nový Zéland (NZL) · Cyril Stiles · Fred Thompson                | · Polsko (POL) · Henryk Budziński · Jan Krenz-Mikołajczak               |
| LOH 1936  | · Německo (GER) · Willi Eichhorn · Hugo Strauß                               | · Dánsko (DEN) · Harry Larsen · Peter Olsen                       | · Argentina (ARG) · Horacio Podestá · Julio Curatella                   |
| LOH 1948  | · Velká Británie (GBR) · John Wilson · Ran Laurie                            | · Švýcarsko (SUI) · Hans Kalt · Josef Kalt                        | · Itálie (ITA) · Felice Fanetti · Bruno Boni                            |
| LOH 1952  | · Spojené státy americké (USA) · Charles Logg · Thomas Price                 | · Belgie (BEL) · Michel Knuysen · Bob Baetens                     | · Švýcarsko (SUI) · Kurt Schmid · Hans Kalt                             |
| LOH 1956  | · Spojené státy americké (USA) · James Fifer · Duvall Hecht                  | · Sovětský svaz (URS) · Igor Buldakov · Viktor Ivanov             | · Rakousko (AUT) · Josef Kloimstein · Alfred Sageder                    |
| LOH 1960  | · Sovětský svaz (URS) · Valentin Borejko · Oleg Golovanov                    | · Rakousko (AUT) · Josef Kloimstein · Alfred Sageder              | · Finsko (FIN) · Veli Lehtelä · Toimi Pitkänen                          |
| LOH 1964  | · Kanada (CAN) · George Hungerford · Roger Jackson                           | · Nizozemsko (NED) · Steven Blaisse · Ernst Veenemans             | · Tým sjednoceného Německa (EUA) · Michael Schwan · Wolfgang Hottenrott |
| LOH 1968  | · Německá demokratická republika (GDR) · Jörg Lucke · Heinz-Jörg Bothe       | · Spojené státy americké (USA) · Laurence Hough · Philip Johnson  | · Dánsko (DEN) · Peter Christiansen · Ivan Larsen                       |
| LOH 1972  | · Německá demokratická republika (GDR) · Siegfried Brietzke · Wolfgang Mager | · Švýcarsko (SUI) · Heinrich Fischer · Alfred Bachmann            | · Nizozemsko (NED) · Roel Luynenburg · Ruud Stokvis                     |
| LOH 1976  | · Německá demokratická republika (GDR) · Bernd Landvoigt · Jörg Landvoigt    | · Spojené státy americké (USA) · Calvin Coffey · Michael Staines  | · Západní Německo (FRG) · Peter Vanroye · Thomas Strauss                |
| LOH 1980  | · Německá demokratická republika (GDR) · Bernd Landvoigt · Jörg Landvoigt    | · Sovětský svaz (URS) · Yuri Pimenov · Nikolay Pimenov            | · Velká Británie (GBR) · Charles Wiggin · Malcolm Carmichael            |
| LOH 1984  | · Rumunsko (ROU) · Petru Iosub · Valer Toma                                  | · Španělsko (ESP) · Fernando Climent · Luis María Lasúrtegui      | · Norsko (NOR) · Hans Magnus Grepperud · Sverre Løken                   |
| LOH 1988  | · Velká Británie (GBR) · Andy Holmes · Steve Redgrave                        | · Rumunsko (ROU) · Dănuţ Dobre · Dragos Neagu                     | · Jugoslávie (YUG) · Sadik Mujkič · Bojan Prešern                       |
| LOH 1992  | · Velká Británie (GBR) · Matthew Pinsent · Steve Redgrave                    | · Německo (GER) · Colin von Ettingshausen · Peter Hoeltzenbein    | · Slovinsko (SLO) · Iztok Čop · Denis Žvegelj                           |
| LOH 1996  | · Velká Británie (GBR) · Matthew Pinsent · Steve Redgrave                    | · Austrálie (AUS) · David Weightman · Robert Scott                | · Francie (FRA) · Michel Andrieux · Jean-Christophe Rolland             |
| LOH 2000  | · Francie (FRA) · Michel Andrieux · Jean-Christophe Rolland                  | · Spojené státy americké (USA) · Ted Murphy · Sebastian Bea       | · Austrálie (AUS) · Matthew Long · James Tomkins                        |
| LOH 2004  | · Austrálie (AUS) · Drew Ginn · James Tomkins                                | · Chorvatsko (CRO) · Siniša Skelin · Nikša Skelin                 | · Jihoafrická republika (RSA) · Donovan Cech · Ramon di Clemente        |
| LOH 2008  | · Austrálie (AUS) · Drew Ginn · Duncan Free                                  | · Kanada (CAN) · David Calder · Scott Frandsen                    | · Nový Zéland (NZL) · Nathan Twaddle · George Bridgewater               |
| LOH 2012  | · Nový Zéland (NZL) · Eric Murray · Hamish Bond                              | · Francie (FRA) · Germain Chardin · Dorian Mortelette             | · Velká Británie (GBR) · George Nash · William Satch                    |
| LOH 2016  | · Nový Zéland (NZL) · Eric Murray · Hamish Bond                              | · Jihoafrická republika (RSA) · Lawrence Brittain · Shaun Keeling | · Itálie (ITA) · Marco Di Costanzo · Giovanni Abagnale                  |
| LOH 2020  | · Chorvatsko (CRO) · Martin Sinković · Valent Sinković                       | · Rumunsko (ROU) · Marius Cozmiuc · Ciprian Tudosă                | · Dánsko (DEN) · Frederic Vystavel · Joachim Sutton                     |
| LOH 2024  | Chorvatsko · Martin Sinković · Valent Sinković                               | Velká Británie · Oliver Wynne-Griffith · Thomas George            | Švýcarsko · Roman Röösli · Andrin Gulich                                |

## Čtyřka bez kormidelníka
| Rok       | Zlato | Stříbro | Bronz                                                                                                  |
| --------- | --- | --- | --- |
| LOH 1904  | · Spojené státy americké (USA) · Arthur Stockhoff · August Erker · George Dietz · Albert Nasse                 | · Spojené státy americké (USA) · Frederck Suerig · Martin Formanack · Charles Aman · Michael Begley        | · Spojené státy americké (USA) · Gustav Voerg · John Freitag · Louis Helm · Frank Dummerth             |
| LOH 1908  | · Velká Británie (GBR) · Collier Cudmore · James Angus Gillan · Duncan Mackinnon · John Somers-Smith           | · Velká Británie (GBR) · Philip Filleul · Harold Barker · John Fenning · Gordon Thomson                    | · Kanada (CAN) · Gordon Balfour · Becher Gale · Charles Riddy · Geoffrey Taylor                        |
| LOH 1908  | · Velká Británie (GBR) · Collier Cudmore · James Angus Gillan · Duncan Mackinnon · John Somers-Smith           | · Velká Británie (GBR) · Philip Filleul · Harold Barker · John Fenning · Gordon Thomson                    | · Nizozemsko (NED) · Hermannus Höfte · Albertus Wielsma · Johan Burk · Bernardus Croon                 |
| 1912–1920 | závod nebyl na programu LOH                                                                                    | závod nebyl na programu LOH                                                                                | závod nebyl na programu LOH                                                                            |
| LOH 1924  | · Velká Británie (GBR) · Charles Eley · James MacNabb · Robert Morrison · Terence Sanders                      | · Kanada (CAN) · Archibald Black · George MacKay · Colin Finlayson · William Wood                          | · Švýcarsko (SUI) · Emile Albrecht · Alfred Probst · Eugen Sigg · Hans Walter                          |
| LOH 1928  | · Velká Británie (GBR) · John Lander · Michael Warriner · Richard Beesly · Edward Vaughan Bevan                | · Spojené státy americké (USA) · Charles Karle · William Miller · George Healis · Ernest Bayer             | · Itálie (ITA) · Cesare Rossi · Pietro Freschi · Umberto Bonadè · Paolo Gennari                        |
| LOH 1932  | · Velká Británie (GBR) · John Badcock · Hugh Edwards · Jack Beresford · Rowland George                         | · Německo (GER) · Karl Aletter · Ernst Gaber · Walter Flinsch · Hans Maier                                 | · Itálie (ITA) · Antonio Ghiardello · Francesco Cossu · Giliante D'Este · Antonio Garzoni Provenzani   |
| LOH 1936  | · Německo (GER) · Rudolf Eckstein · Anton Rom · Martin Karl · Wilhelm Menne                                    | · Velká Británie (GBR) · Thomas Bristow · Alan Barrett · Peter Jackson · John Sturrock                     | · Švýcarsko (SUI) · Hermann Betschart · Hans Homberger · Alex Homberger · Karl Schmid                  |
| LOH 1948  | · Itálie (ITA) · Giuseppe Moioli · Elio Morille · Giovanni Invernizzi · Francesco Faggi                        | · Dánsko (DEN) · Helge Halkjær · Aksel Bonde Hansen · Helge Muxoll Schrøder · Ib Larsen                    | · Spojené státy americké (USA) · Frederick Kingsbury · Stuart Griffing · Gregory Gates · Robert Perew  |
| LOH 1952  | · Jugoslávie (YUG) · Duje Bonačić · Velimir Valenta · Mate Trojanović · Petar Šegvić                           | · Francie (FRA) · Pierre Blondiaux · Jean-Jacques Guissart · Marc Bouissou · Roger Gautier                 | · Finsko (FIN) · Veikko Lommi · Kauko Wahlsten · Oiva Lommi · Lauri Nevalainen                         |
| LOH 1956  | · Kanada (CAN) · Archibald McKinnon · Lorne Loomer · Walter D'Hondt · Donald Arnold                            | · Spojené státy americké (USA) · John Welchli · John McKinlay · Arthur McKinlay · James McIntosh           | · Francie (FRA) · René Guissart · Yves Delacour · Gaston Mercier · Guy Guillabert                      |
| LOH 1960  | · Spojené státy americké (USA) · Arthur Ayrault · Ted Nash · John Sayre · Rusty Wailes                         | · Itálie (ITA) · Tullio Baraglia · Renato Bosatta · Giancarlo Crosta · Giuseppe Galante                    | · Sovětský svaz (URS) · Igor Akhremchik · Yuri Bachurov · Valentin Morkovkin · Anatoly Tarabrin        |
| LOH 1964  | · Dánsko (DEN) · John Hansen · Bjørn Hasløv · Erik Petersen · Kurt Helmudt                                     | · Velká Británie (GBR) · John Russell · Hugh Wardell-Yerburgh · William Barry · John James                 | · Spojené státy americké (USA) · Geoffrey Picard · Richard Lyon · Theodore Mittet · Ted Nash           |
| LOH 1968  | · Německá demokratická republika (GDR) · Frank Forberger · Frank Rühle · Dieter Grahn · Dieter Schubert        | · Maďarsko (HUN) · Zoltán Melis · József Csermely · György Sarlós · Antal Melis                            | · Itálie (ITA) · Renato Bosatta · Pier Conti-Manzini · Tullio Baraglia · Abramo Albini                 |
| LOH 1972  | · Německá demokratická republika (GDR) · Frank Forberger · Frank Rühle · Dieter Grahn · Dieter Schubert        | · Nový Zéland (NZL) · Dick Tonks · Dudley Storey · Ross Collinge · Noel Mills                              | · Západní Německo (FRG) · Joachim Ehrig · Peter Funnekötter · Franz Held · Wolfgang Plottke            |
| LOH 1976  | · Německá demokratická republika (GDR) · Siegfried Brietzke · Andreas Decker · Stefan Semmler · Wolfgang Mager | · Norsko (NOR) · Ole Nafstad · Arne Bergodd · Finn Tveter · Rolf Andreassen                                | · Sovětský svaz (URS) · Raul Arnemann · Nikolai Kuznetsov · Valeri Dolinin · Anushavan Gasan-Dzhalalov |
| LOH 1980  | · Německá demokratická republika (GDR) · Jürgen Thiele · Andreas Decker · Stefan Semmler · Siegfried Brietzke  | · Sovětský svaz (URS) · Aleksei Kamkin · Valeri Dolinin · Alexandr Kulagin · Vitaly Yeliseyev              | · Velká Británie (GBR) · John Beattie · Ian McNuff · David Townsend · Martin Cross                     |
| LOH 1984  | · Nový Zéland (NZL) · Les O'Connell · Shane O'Brien · Conrad Robertson · Keith Trask                           | · Spojené státy americké (USA) · David Clark · Jonathan Smith · Phillip Stekl · Alan Forney                | · Dánsko (DEN) · Michael Jessen · Lars Nielsen · Per Rasmussen · Erik Christiansen                     |
| LOH 1988  | · Německá demokratická republika (GDR) · Roland Schröder · Ralf Brudel · Olaf Förster · Thomas Greiner         | · Spojené státy americké (USA) · Raoul Rodriguez · Thomas Bohrer · Richard Kennelly · David Krmpotich      | · Západní Německo (FRG) · Guido Grabow · Volker Grabow · Norbert Keßlau · Joerg Puttlitz               |
| LOH 1992  | · Austrálie (AUS) · Andrew Cooper · Nicholas Green · Mike McKay · James Tomkins                                | · Spojené státy americké (USA) · Jeffrey McLaughlin · William Burden · Thomas Bohrer · Patrick Manning     | · Slovinsko (SLO) · Milan Janša · Sadik Mujkič · Sašo Mirjanič · Janez Klemenčič                       |
| LOH 1996  | · Austrálie (AUS) · Nicholas Green · Drew Ginn · James Tomkins · Mike McKay                                    | · Francie (FRA) · Bertrand Vecten · Olivier Moncelet · Daniel Fauche · Giles Bosquet                       | · Velká Británie (GBR) · Greg Searle · Jonny Searle · Rupert Obholzer · Tim Foster                     |
| LOH 2000  | · Velká Británie (GBR) · James Cracknell · Steve Redgrave · Tim Foster · Matthew Pinsent                       | · Itálie (ITA) · Walter Molea · Riccardo Dei Rossi · Lorenzo Carboncini · Carlo Mornati                    | · Austrálie (AUS) · James Stewart · Ben Dodwell · Geoffrey Stewart · Bo Hanson                         |
| LOH 2004  | · Velká Británie (GBR) · Steve Williams · James Cracknell · Ed Coode · Matthew Pinsent                         | · Kanada (CAN) · Cameron Baerg · Thomas Herschmiller · Jake Wetzel · Barney Williams                       | · Itálie (ITA) · Lorenzo Porzio · Dario Dentale · Luca Agamennoni · Raffaello Leonardo                 |
| LOH 2008  | · Velká Británie (GBR) · Tom James · Steve Williams · Pete Reed · Andrew Triggs Hodge                          | · Austrálie (AUS) · Matt Ryan · James Marburg · Cameron McKenzie-McHarg · Francis Hegerty                  | · Francie (FRA) · Julien Desprès · Benjamin Rondeau · Germain Chardin · Dorian Mortelette              |
| LOH 2012  | · Velká Británie (GBR) · Alex Gregory · Tom James · Pete Reed · Andrew Triggs Hodge                            | · Austrálie (AUS) · James Chapman · Joshua Dunkley-Smith · Drew Ginn · William Lockwood                    | · Spojené státy americké (USA) · Charles Cole · Scott Gault · Glenn Ochal · Henrik Rummel              |
| LOH 2016  | · Velká Británie (GBR) · Alex Gregory · Mohamed Sbihi · George Nash · Constantine Louloudis                    | · Austrálie (AUS) · Will Lockwood · Joshua Dunkley-Smith · Josh Booth · Alexander Hill                     | · Itálie (ITA) · Domenico Montrone · Matteo Castaldo · Matteo Lodo · Giuseppe Vicino                   |
| LOH 2020  | · Austrálie (AUS) · Alexander Purnell · Spencer Turrin · Jack Hargreaves · Alexander Hill                      | · Rumunsko (ROU) · Mihăiță Vasile Țigănescu · Mugurel Semciuc · Ștefan Constantin Berariu · Cosmin Pascari | · Itálie (ITA) · Matteo Castaldo · Marco Di Constanzo · Matteo Lodo · Giuseppe Vicino                  |
| LOH 2024  | Spojené státy americké · Nick Mead · Justin Best · Michael Grady · Liam Corrigan                               | Nový Zéland · Oliver Maclean · Logan Ullrich · Tom Murray · Matt Macdonald                                 | Velká Británie · Oliver Wilkes · Davidd Ambler · Matt Aldridge · Freddie Davidson                      |

## Osmiveslice
| Rok      | Zlato | Stříbro | Bronz |
| -------- | --- | --- | --- |
| LOH 1900 | · Spojené státy americké (USA) · William Carr · Harry DeBaecke · John Exley · John Geiger · Edwin Hedley · James Juvenal · Roscoe Lockwood · Edward Marsh · Louis Abell                                         | · Belgie (BEL) · Jules De Bisschop · Prospère Bruggeman · Oscar De Somville · Oscar De Cock · Maurice Hemelsoet · Marcel Van Crombrugge · Frank Odberg · Maurice Verdonck · Alfred van Landeghem          | · Nizozemsko (NED) · François Brandt · Johannes van Dijk · Roelof Klein · Ruurd Leegstra · Walter Middelberg · Hendrik Offerhaus · Walter Thijssen · Henricus Tromp · Hermanus Brockmann                         |
| LOH 1904 | · Spojené státy americké (USA) · Frederick Cresser · Michael Gleason · Frank Schell · James Flanagan · Charles Armstrong · Harry Lott · Joseph Dempsey · John Exley · Louis Abell                               | · Kanada (CAN) · Arthur Bailey · William Rice · George Reiffenstein · Phil Boyd · George Strange · William Wadsworth · Donald MacKenzie · Joseph Wright · Thomas Loudon                                   | neudělena |
| LOH 1908 | · Velká Británie (GBR) · Albert Gladstone · Frederick Kelly · Banner Johnstone · Guy Nickalls · Charles Burnell · Ronald Sanderson · Raymond Etherington-Smith · Henry Bucknall · Gilchrist Maclagan            | · Belgie (BEL) · Oscar Taelman · Marcel Morimont · Rémy Orban · Georges Mijs · François Vergucht · Polydore Veirman · Oscar De Somville · Rodolphe Poma · Alfred van Landeghem                            | · Kanada (CAN) · Irvine Robertson · Joseph Wright · Julius Thomson · Walter Lewis · Gordon Balfour · Becher Gale · Charles Riddy · Geoffrey Taylor · Douglas Kertland                                            |
| LOH 1908 | · Velká Británie (GBR) · Albert Gladstone · Frederick Kelly · Banner Johnstone · Guy Nickalls · Charles Burnell · Ronald Sanderson · Raymond Etherington-Smith · Henry Bucknall · Gilchrist Maclagan            | · Belgie (BEL) · Oscar Taelman · Marcel Morimont · Rémy Orban · Georges Mijs · François Vergucht · Polydore Veirman · Oscar De Somville · Rodolphe Poma · Alfred van Landeghem                            | · Velká Británie (GBR) · Frank Jerwood · Eric Powell · Oswald Carver · Edward Williams · Henry Goldsmith · Harold Kitching · John Burn · Douglas Stuart · Richard Boyle                                          |
| LOH 1912 | · Velká Británie (GBR) · Edgar Burgess · Sidney Swann · Leslie Wormwald · Ewart Horsfall · James Angus Gillan · Arthur Garton · Alister Kirby · Philip Fleming · Henry Wells                                    | · Velká Británie (GBR) · William Fison · William Parker · Thomas Gillespie · Beaufort Burdekin · Frederick Pitman · Arthur Wiggins · Charles Littlejohn · Robert Bourne · John Walker                     | · Německo (GER) · Otto Liebing · Max Bröske · Max Vetter · Willi Bartholomae · Fritz Bartholomae · Werner Dehn · Rudolf Reichelt · Hans Matthiae · Kurt Runge                                                    |
| LOH 1920 | · Spojené státy americké (USA) · Virgil Jacomini · Edwin Graves · William Jordan · Edward Moore · Alden Sanborn · Donald Johnston · Vincent Gallagher · Clyde King · Sherman Clark                              | · Velká Británie (GBR) · Ewart Horsfall · Guy Oliver Nickalls · Richard Lucas · Walter James · John Campbell · Sebastian Earl · Ralph Shove · Sidney Swann · Robin Johnstone                              | · Norsko (NOR) · Theodor Nag · Conrad Olsen · Adolf Nilsen · Håkon Ellingsen · Thore Michelsen · Arne Mortensen · Karl Nag · Tollef Tollefsen · Thoralf Hagen                                                    |
| LOH 1924 | · Spojené státy americké (USA) · Leonard Carpenter · Howard Kingsbury · Alfred Lindley · John Miller · James Rockefeller · Frederick Sheffield · Benjamin Spock · Alfred Wilson · Laurence Stoddard             | · Kanada (CAN) · Arthur Bell · Robert Hunter · William Langford · Harold Little · John Smith · Warren Snyder · Norman Taylor · William Wallace · Ivor Campbell                                            | · Itálie (ITA) · Antonio Cattalinich · Francesco Cattalinich · Simeone Cattalinich · Giuseppe Grivelli · Latino Galasso · Pietro Ivanov · Bruno Sorich · Carlo Toniatti · Vittorio Gliubich                      |
| LOH 1928 | · Spojené státy americké (USA) · Marvin Stalder · John Brinck · Francis Frederick · William Thompson · William Dally · James Workman · Hubert A. Caldwell · Peter Donlon · Donald Blessing                      | · Velká Británie (GBR) · Jamie Hamilton · Guy Oliver Nickalls · John Badcock · Donald Gollan · Harold Lane · Gordon Killick · Jack Beresford · Harold West · Arthur Sulley                                | · Kanada (CAN) · Frederick Hedges · Frank Fiddes · John Hand · Herbert Richardson · Jack Murdoch · Athol Meech · Edgar Norris · William Ross · John Donnelly                                                     |
| LOH 1932 | · Spojené státy americké (USA) · Edwin Salisbury · James Blair · Duncan Gregg · David Dunlap · Burton Jastram · Charles Chandler · Harold Tower · Winslow Hall · Norris Graham                                  | · Itálie (ITA) · Vittorio Cioni · Mario Balleri · Renato Bracci · Dino Barsotti · Roberto Vestrini · Guglielmo Del Bimbo · Enrico Garzelli · Renato Barbieri · Cesare Milani                              | · Kanada (CAN) · Earl Eastwood · Joseph Harris · Stanley Stanyar · Harry Fry · Cedric Liddell · William Thoburn · Donald Boal · Albert Taylor · George MacDonald                                                 |
| LOH 1936 | · Spojené státy americké (USA) · Herbert Morris · Charles Day · Gordon Adam · John White · James McMillin · George Hunt · Joseph Rantz · Donald Hume · Robert Moch                                              | · Itálie (ITA) · Guglielmo Del Bimbo · Dino Barsotti · Oreste Grossi · Enzo Bartolini · Mario Checcacci · Dante Secchi · Ottorino Quaglierini · Enrico Garzelli · Cesare Milani                           | · Německo (GER) · Alfred Rieck · Helmut Radach · Hans Kuschke · Heinz Kaufmann · Gerd Völs · Werner Loeckle · Hans-Joachim Hannemann · Herbert Schmidt · Wilhelm Mahlow                                          |
| LOH 1948 | · Spojené státy americké (USA) · Ian Turner · David Turner · James Hardy · George Ahlgren · Lloyd Butler · David Brown · Justus Smith · John Stack · Ralph Purchase                                             | · Velká Británie (GBR) · Christopher Barton · Michael Lapage · Guy Richardson · Ernest Bircher · Paul Massey · Charles Lloyd · David Meyrick · Alfred Mellows · Jack Dearlove                             | · Norsko (NOR) · Kristoffer Lepsøe · Thorstein Kråkenes · Hans Hansen · Halfdan Gran Olsen · Harald Kråkenes · Leif Næss · Thor Pedersen · Carl Monssen · Sigurd Monssen                                         |
| LOH 1952 | · Spojené státy americké (USA) · Frank Shakespeare · William Fields · James Dunbar · Richard Murphy · Robert Detweiler · Henry Procter · Wayne Frye · Edward Stevens · Charles Manring                          | · Sovětský svaz (URS) · Jevgenij Brago · Vladimir Rodimuškin · Alexej Komarov · Igor Borisov · Slava Amiragov · Leonid Gissen · Jevgenij Samsonov · Vladimir Krjukov · Igor Poljakov                      | · Austrálie (AUS) · Robert Tinning · Ernest Chapman · Nimrod Greenwood · David Anderson · Geoffrey Williamson · Mervyn Finlay · Edward Pain · Phillip Cayzer · Tom Chessell                                      |
| LOH 1956 | · Spojené státy americké (USA) · Thomas Charlton · David Wight · John Cooke · Donald Beer · Caldwell Esselstyn · Charles Grimes · Rusty Wailes · Robert Morey · William Becklean                                | · Kanada (CAN) · Philip Kueber · Richard McClure · Robert Wilson · David Helliwell · Donald Pretty · William McKerlich · Douglas McDonald · Lawrence West · Carlton Ogawa                                 | · Austrálie (AUS) · Michael Aikman · David Boykett · Angus Benfield · James Howden · Garth Manton · Walter Howell · Adrian Monger · Bryan Doyle · Harold Hewitt                                                  |
| LOH 1960 | · Tým sjednoceného Německa (EUA) · Manfred Rulffs · Walter Schröder · Frank Schepke · Kraft Schepke · Karl-Heinrich von Groddeck · Karl-Heinz Hopp · Klaus Bittner · Hans Lenk · Willi Padge                    | · Kanada (CAN) · Donald Arnold · Walter D'Hondt · Nelson Kuhn · John Lecky · Lorne Loomer · Archibald MacKinnon · William McKerlich · Glen Mervyn · Sohen Biln                                            | · Československo (TCH) · Bohumil Janoušek · Jan Jindra · Jiří Lundák · Stanislav Lusk · Václav Pavkovič · Luděk Pojezný · Jan Švéda · Josef Věntus · Miroslav Koníček                                            |
| LOH 1964 | · Spojené státy americké (USA) · Joseph Amlong · Thomas Amlong · Harold Budd · Emory Clark · Stanley Cwiklinski · Hugh Foley · William Knecht · William Stowe · Róbert Zimonyi                                  | · Tým sjednoceného Německa (EUA) · Klaus Aeffke · Klaus Bittner · Karl-Heinrich von Groddeck · Hans-Jurgen Wallbrecht · Klaus Behrens · Jurgen Schroeder · Jürgen Plagemann · Horst Meyer · Thomas Ahrens | · Československo (TCH) · Petr Čermák · Jiří Lundák · Jan Mrvík · Július Toček · Josef Věntus · Luděk Pojezný · Bohumil Janoušek · Richard Nový · Miroslav Koníček                                                |
| LOH 1968 | · Západní Německo (FRG) · Horst Meyer · Wolfgang Hottenrott · Dirk Schreyer · Egbert Hirschfelder · Rüdiger Henning · Jörg Siebert · Lutz Ulbricht · Nikolaus Ott · Günther Thiersch                            | · Austrálie (AUS) · Alfred Duval · David Douglas · Michael Morgan · John Ranch · Joseph Frazio · Gary Pearce · Peter Dickson · Robert Shirlaw · Alan Grover                                               | · Sovětský svaz (URS) · Zigmas Jukna · Alexandr Martyškin · Antanas Bagdonavičius · Vytautas Briedis · Vladimir Sterlik · Valentyn Kravčuk · Juozas Jagelavičius · Viktor Suslin · Jurij Lorencson               |
| LOH 1972 | · Nový Zéland (NZL) · Tony Hurt · Wybo Veldman · Dick Joyce · John Hunter · Lindsay Wilson · Athol Earl · Trevor Coker · Gary Robertson · Simon Dickie                                                          | · Spojené státy americké (USA) · Lawrence Terry · Franklin Hobbs · Peter Raymond · Timothy Mickelson · Eugene Clapp · William Hobbs · Cleve Livingston · Michael Livingston · Paul Hoffman                | · Německá demokratická republika (GDR) · Hans-Joachim Borzym · Jörg Landvoigt · Harold Dimke · Manfred Schneider · Hartmut Schreiber · Manfred Schmorde · Bernd Landvoigt · Heinri Mederow · Dietmar Schwarz     |
| LOH 1976 | · Německá demokratická republika (GDR) · Bernd Baumgart · Gottfried Döhn · Werner Klatt · Hans Joachim Luck · Dieter Wendisch · Roland Kostulski · Ulrich Karnatz · Karl Heins Prudohl · Karl Heinz Danielovski | · Velká Británie (GBR) · Richard Lester · John Yallop · Timothy Crooks · Hugh Matheson · David Maxwell · James Clark · Fred Smallbone · Leonard Robertson · Patrick Sweeney                               | · Nový Zéland (NZL) · Ivan Sutherland · Trevor Coker · Peter Dignan · Lindsay Wilson · Athol Earl · Dave Rodger · Alex McLean · Tony Hurt · Simon Dickie                                                         |
| LOH 1980 | · Německá demokratická republika (GDR) · Bernd Krauss · Hans-Peter Koppe · Ulrich Kons · Jörg Friedrich · Jens Doberschütz · Ulrich Karnatz · Uwe Dühring · Bernd Höing · Klaus-Dieter Ludwig                   | · Velká Británie (GBR) · Duncan McDougall · Allan Whitwell · Henry Clay · Chris Mahoney · Andrew Justice · John Pritchard · Malcolm McGowan · Richard Stanhope · Colin Moynihan                           | · Sovětský svaz (URS) · Viktor Kokdshin · Andrey Tishchenko · Aleksandr Tkachenko · Jonas Pintskus · Jonas Normantas · Andrei Lugin · Aleksandr Mantsevich · Igor Maistrenko · Grigory Dmitrienko                |
| LOH 1984 | · Kanada (CAN) · Blair Horn · Dean Crawford · Michael Evans · Paul Steele · Grant Main · Mark Evans · Kevin Neufeld · Pat Turner · Brian McMahon                                                                | · Spojené státy americké (USA) · Chip Lubsen · Andrew Sudduth · John Terwilliger · Christopher Penny · Tom Darling · Fred Borchelt · Charles Clapp III · Bruce Ibbetson · Bob Jaugstetter                 | · Austrálie (AUS) · Craig Muller · Clyde Hefer · Samuel Patten · Tim Willoughby · Ian Edmunds · James Battersby · Ion Popa · Stephen Evans · Gavin Thredgold                                                     |
| LOH 1988 | · Západní Německo (FRG) · Bahne Rabe · Eckhardt Schultz · Ansgar Wessling · Wolfgang Maennig · Matthias Mellinghaus · Thomas Möllenkamp · Thomas Domian · Armin Eichholz · Manfred Klein                        | · Sovětský svaz (URS) · Viktor Omeljanovič · Vasilij Tichonov · Andrej Vasiljev · Pavel Gurkovsky · Nikolaj Komarov · Alexandr Lukjanov · Veniamin But · Viktor Diduk · Alexandr Dumčev                   | · Spojené státy americké (USA) · Mike Teti · Jonathan Smith · Ted Patton · John Rusher · Peter Nordell · Jeffrey McLaughlin · Doug Burden · John Pescatore · Seth Bauer                                          |
| LOH 1992 | · Kanada (CAN) · Darren Barber · Andy Crosby · Michael Forgeron · Robert Marland · Terence Paul · Derek Porter · Michael Rascher · Bruce Robertson · John Wallace                                               | · Rumunsko (ROU) · Iulică Ruican · Viorel Talapan · Vasile Nastase · Claudiu Marin · Dǎnuţ Dobre · Valentin Robu · Vasile Mastacan · Ioan Vizitiu · Marin Gheorghe                                        | · Německo (GER) · Roland Baar · Armin Eichholz · Detlef Kirchhoff · Manfred Klein · Bahne Rabe · Frank Richter · Hans Sennewald · Thorsten Streppelhoff · Ansgar Wessling                                        |
| LOH 1996 | · Nizozemsko (NED) · Koos Maasdijk · Ronald Florijn · Jeroen Duyster · Michiel Bartman · Henk-Jan Zwolle · Niels van der Zwan · Niels van Steenis · Diederik Simon · Nico Rienks                                | · Německo (GER) · Mark Kleinschmidt · Detlef Kirchhoff · Wolfram Huhn · Roland Baar · Marc Weber · Ulrich Viefers · Peter Thiede · Thorsten Streppelhoff · Frank Jörg Richter                             | · Rusko (RUS) · Pavel Melnikov · Andrei Glukhov · Anton Chermashentsev · Aleksandr Lukyanov · Nikolai Aksyonov · Dmitri Rozinkevich · Sergei Matveyev · Roman Monchenko · Vladimir Volodenkov · Vladimir Sokolov |
| LOH 2000 | · Velká Británie (GBR) · Andrew Lindsay · Ben Hunt-Davis · Simon Dennis · Louis Attrill · Luka Grubor · Kieran West · Fred Scarlett · Steve Trapmore · Rowley Douglas                                           | · Austrálie (AUS) · Christian Ryan · Alastair Gordon · Nick Porzig · Robert Jahrling · Mike McKay · Stuart Welch · Daniel Burke · Jaime Fernandez · Brett Hayman                                          | · Chorvatsko (CRO) · Igor Francetić · Tihomir Franković · Tomislav Smoljanović · Nikša Skelin · Siniša Skelin · Krešimir Čuljak · Igor Boraska · Branimir Vujević · Silvijo Petriško                             |
| LOH 2004 | · Spojené státy americké (USA) · Jason Read · Wyatt Allen · Chris Ahrens · Joseph Hansen · Matt Deakin · Dan Beery · Beau Hoopman · Bryan Volpenhein · Peter Cipollone                                          | · Nizozemsko (NED) · Matthijs Vellenga · Gijs Vermeulen · Jan-Willem Gabriëls · Daniël Mensch · Geert Jan Derksen · Gerritjan Eggenkamp · Diederik Simon · Michiel Bartman · Chun Wei Cheung              | · Austrálie (AUS) · Stefan Szczurowski · Stuart Reside · Stuart Welch · James Stewart · Geoffrey Stewart · Boden Hanson · Mike McKay · Stephen Stewart · Michael Toon                                            |
| LOH 2008 | · Kanada (CAN) · Kevin Light · Ben Rutledge · Andrew Byrnes · Jake Wetzel · Malcolm Howard · Dominic Seiterle · Adam Kreek · Kyle Hamilton · Brian Price                                                        | · Velká Británie (GBR) · Alex Partridge · Tom Stallard · Tom Lucy · Richard Egington · Josh West · Alastair Heathcote · Matthew Langridge · Colin Smith · Acer Nethercott                                 | · Spojené státy americké (USA) · Beau Hoopman · Matt Schnobrich · Micah Boyd · Wyatt Allen · Daniel Walsh · Steven Coppola · Josh Inman · Bryan Volpenhein · Marcus McElhenney                                   |
| LOH 2012 | · Německo (GER) · Filip Adamski · Andreas Kuffner · Eric Johannesen · Maximilian Reinelt · Richard Schmidt · Lukas Müller · Florian Mennigen · Kristof Wilke · korm. Martin Sauer                               | · Kanada (CAN) · Gabriel Bergen · Douglas Csima · Robert Gibson · Conlin McCabe · Malcolm Howard · Andrew Byrnes · Jeremiah Brown · Will Crothers · korm. Brian Price                                     | · Velká Británie (GBR) · Alex Partridge · James Foad · Tom Ransley · Richard Egington · Mohamed Sbihi · Greg Searle · Matthew Langridge · Constantine Louloudis · korm. Phelan Hill                              |
| LOH 2016 | · Velká Británie (GBR) · Paul Bennett · Scott Durant · Matt Gotrel · Matt Langridge · Tom Ransley · Pete Reed · William Satch · Andrew Triggs Hodge · Phelan Hill                                               | · Německo (GER) · Maximilian Munski · Malte Jakschik · Andreas Kuffner · Eric Johannesen · Maximilian Reinelt · Felix Drahotta · Richard Schmidt · Hannes Ocik · Martin Sauer                             | · Nizozemsko (NED) · Kaj Hendrik · Robert Lücken · Boaz Meylink · Boudewijn Roell · Olivier Siegelaar · Dirk Uittenboogaard · Mechiel Versluis · Tone Wieten · Peter Wiersum                                     |
| LOH 2020 | · Nový Zéland (NZL) · Tom Mackintosh · Hamish Bond · Tom Murray · Michael Brake · Dan Williamson · Phillip Wilson · Shaun Kirkham · Matt Macdonald · Sam Bosworth kormidelník                                   | · Německo (GER) · Johannes Weißenfeld · Laurits Follert · Olaf Roggensack · Torben Johannesen · Jakob Schneider · Malte Jakschik · Richard Schmidt · Hannes Ocik · Martin Sauer kormidelník               | · Velká Británie (GBR) · Josh Bugajski · Jacob Dawson · Thomas George · Moe Sbihi · Charles Elwes · Oliver Wynne-Griffith · James Rudkin · Thomas Ford · Henry Fieldman kormidelník                              |
| LOH 2024 | Velká Británie · Morgan Bolding · Sholto Carnegie · Rory Gibbs · Thomas Ford · Jacob Dawson · Charles Elwes · Thomas Digby · James Rudkin · Harry Brightmore kormidelník                                        | Nizozemsko · Ralf Rienks · Olav Molenaar · Sander de Graaf · Ruben Knab · Gert-Jan van Doorn · Jacob van de Kerkhof · Jan van der Bij · Mick Makker · Dieuwke Fetter kormidelník                          | Spojené státy americké · Henry Hollingsworth · Nicholas Rusher · Christian Tabash · Clark Dean · Christopher Carlson · Peter Chatain · Evan Olson · Pieter Quinton · Rielly Milne kormidelník                    |

## Dvojskif lehkých vah
| Rok      | Zlato                                                 | Stříbro                                                        | Bronz                                                     |
| -------- | ----------------------------------------------------- | -------------------------------------------------------------- | --------------------------------------------------------- |
| LOH 1996 | · Švýcarsko (SUI) · Michael Gier · Markus Gier        | · Nizozemsko (NED) · Maarten van der Linden · Pepijn Aardewijn | · Austrálie (AUS) · Bruce Hick · Anthony Edwards          |
| LOH 2000 | · Polsko (POL) · Tomasz Kucharski · Robert Sycz       | · Itálie (ITA) · Elia Luini · Leonardo Pettinari               | · Francie (FRA) · Pascal Touron · Thibaud Chapelle        |
| LOH 2004 | · Polsko (POL) · Tomasz Kucharski · Robert Sycz       | · Francie (FRA) · Frederic Dufour · Pascal Touron              | · Řecko (GRE) · Vasileios Polymeros · Nikolaos Skiathitis |
| LOH 2008 | · Velká Británie (GBR) · Zac Purchase · Mark Hunter   | · Řecko (GRE) · Dimitrios Mougios · Vasileios Polymeros        | · Dánsko (DEN) · Mads Rasmussen · Rasmus Quist            |
| LOH 2012 | · Dánsko (DEN) · Mads Rasmussen · Rasmus Quist Hansen | · Velká Británie (GBR) · Zac Purchase · Mark Hunter            | · Nový Zéland (NZL) · Storm Uru · Peter Taylor            |
| LOH 2016 | · Francie (FRA) · Pierre Houin · Jérémie Azou         | · Irsko (IRL) · Gary O'Donovan · Paul O'Donovan                | · Norsko (NOR) · Kristoffer Brun · Are Strandli           |
| LOH 2020 | · Irsko (IRL) · Fintan McCarthy · Paul O'Donovan      | · Německo (GER) · Jonathan Rommelmann · Jason Osborne          | · Itálie (ITA) · Stefano Oppo · Pietro Ruta               |
| LOH 2024 | Irsko · Fintan McCarthy · Paul O'Donovan              | Itálie · Stefano Oppo · Gabriel Soares                         | Řecko · Petros Gkaidatzis · Antonios Papakonstantinou     |

## Ukončené disciplíny

### Dvojka s kormidelníkem
| Rok       | Zlato                                                                                             | Stříbro                                                                                        | Bronz                                                                            |
| --------- | ------------------------------------------------------------------------------------------------- | ---------------------------------------------------------------------------------------------- | -------------------------------------------------------------------------------- |
| LOH 1900  | · Smíšené družstvo (ZZX) · François Brandt · Roelof Klein · Hermanus Brockmann                    | · Francie (FRA) · Lucien Martinet · René Waleff                                                | · Francie (FRA) · Carlos Deltour · Antoine Védrenne · Raoul Paoli                |
| 1904–1912 | závod nebyl na programu LOH                                                                       | závod nebyl na programu LOH                                                                    | závod nebyl na programu LOH                                                      |
| LOH 1920  | · Itálie (ITA) · Ercole Olgeni · Giovanni Scatturin · Guido De Filip                              | · Francie (FRA) · Gabriel Poix · Maurice Bouton · Ernest Barberolle                            | · Švýcarsko (SUI) · Édouard Candeveau · Alfred Felber · Paul Piaget              |
| LOH 1924  | · Švýcarsko (SUI) · Édouard Candeveau · Alfred Felber · Émile Lachapelle                          | · Itálie (ITA) · Ercole Olgeni · Giovanni Scatturin · Gino Sopracordevole                      | · Spojené státy americké (USA) · Leon Butler · Harold Wilson · Edward Jennings   |
| LOH 1928  | · Švýcarsko (SUI) · Hans Schöchlin · Karl Schöchlin · Hans Bourquin                               | · Francie (FRA) · Armand Marcelle · Edouard Marcelle · Henri Préaux                            | · Belgie (BEL) · Léon Flament · François de Coninck · Georges Anthony            |
| LOH 1932  | · Spojené státy americké (USA) · Joseph Schauers · Charles Kieffer · Edward Jennings              | · Polsko (POL) · Jerzy Braun · Janusz Ślązak · Jerzy Skolimowski                               | · Francie (FRA) · Anselme Brusa · André Giriat · Pierre Brunet                   |
| LOH 1936  | · Německo (GER) · Gerhard Gustmann · Herbert Adamski · Dieter Arend                               | · Itálie (ITA) · Almiro Bergamo · Guido Santin · Luciano Negrini                               | · Francie (FRA) · Marceau Fourcade · Georges Tapie · Noël Vandernotte            |
| LOH 1948  | · Dánsko (DEN) · Finn Pedersen · Tage Henriksen · Carl Andersen                                   | · Itálie (ITA) · Giovanni Steffè · Aldo Tarlao · Alberto Radi                                  | · Maďarsko (HUN) · Antal Szendey · Béla Zsitnik · Róbert Zimonyi                 |
| LOH 1952  | · Francie (FRA) · Raymond Salles · Gaston Mercier · Bernard Malivoire                             | · Německo (GER) · Heinz Manchen · Helmut Heinhold · Helmut Noll                                | · Dánsko (DEN) · Svend Petersen · Poul Svendsen · Jørgen Frantzen                |
| LOH 1956  | · Spojené státy americké (USA) · Arthur Ayrault · Conn Findlay · Armin Seiffert                   | · Tým sjednoceného Německa (EUA) · Karl-Heinrich von Groddeck · Horst Arndt · Rainer Borkowsky | · Sovětský svaz (URS) · Ihor Jemčuk · Georgij Žylin · Vladimir Petrov            |
| LOH 1960  | · Tým sjednoceného Německa (EUA) · Bernhard Knubel · Karl Renneberg · Klaus Zerta                 | · Sovětský svaz (URS) · Antanas Bagdonavičius · Zigmas Jukna · Igor Rudakov                    | · Spojené státy americké (USA) · Richard Draeger · Conn Findlay · Henry Mitchell |
| LOH 1964  | · Spojené státy americké (USA) · Edward Ferry · Conn Findlay · Kent Mitchell                      | · Francie (FRA) · Jacques Morel · Georges Morel · Jean Claude Darouy                           | · Nizozemsko (NED) · Jan Just Bos · Herman Rouwé · Frederik Hartsuiker           |
| LOH 1968  | · Itálie (ITA) · Primo Baran · Renzo Sambo · Bruno Cipolla                                        | · Nizozemsko (NED) · Herman Suselbeek · Hadriaan van Nes · Roderick Rijnders                   | · Dánsko (DEN) · Jørn Krab · Harry Jørgensen · Preben Krab                       |
| LOH 1972  | · Německá demokratická republika (GDR) · Wolfgang Gunkel · Jörg Lucke · Klaus-Dieter Neubert      | · Československo (TCH) · Oldřich Svojanovský · Pavel Svojanovský · Vladimír Petříček           | · Rumunsko (ROU) · Ştefan Tudor · Petre Ceapura · Ladislau Lovrenschi            |
| LOH 1976  | · Německá demokratická republika (GDR) · Harald Jährling · Friedrich Ulrich · Georg Spohr         | · Sovětský svaz (URS) · Dmitrij Bechtěrev · Jurij Šurkalov · Jurij Lorencson                   | · Československo (TCH) · Oldřich Svojanovský · Pavel Svojanovský · Ludvík Vébr   |
| LOH 1980  | · Německá demokratická republika (GDR) · Harald Jährling · Friedrich-Wilhelm Ulrich · Georg Spohr | · Sovětský svaz (URS) · Viktor Pereverzev · Gennadi Kryuçkin · Alexandr Lukjanov               | · Jugoslávie (YUG) · Dusko Mrduljas · Zlatko Celent · Josip Reic                 |
| LOH 1984  | · Itálie (ITA) · Carmine Abbagnale · Giuseppe Abbagnale · Giuseppe di Capua                       | · Rumunsko (ROU) · Dimitrie Popescu · Vasile Tomoiagă · Dumitru Răducanu                       | · Spojené státy americké (USA) · Kevin Still · Robert Espeseth · Doug Herland    |
| LOH 1988  | · Itálie (ITA) · Giuseppe di Capua · Carmine Abbagnale · Giuseppe Abbagnale                       | · Německá demokratická republika (GDR) · Mario Streit · Detlef Kirchhoff · René Rensch         | · Velká Británie (GBR) · Patrick Sweeney · Andy Holmes · Steve Redgrave          |
| LOH 1992  | · Velká Británie (GBR) · Garry Herbert · Greg Searle · Jonny Searle                               | · Itálie (ITA) · Giuseppe di Capua · Carmine Abbagnale · Giuseppe Abbagnale                    | · Rumunsko (ROU) · Dimitrie Popescu · Dumitru Răducanu · Nicolaie Taga           |

### Čtyřka s kormidelníkem
| Rok       | Zlato | Stříbro | Bronz |
| --------- | --- | --- | --- |
| LOH 1900  | · Francie (FRA) · Henri Bouckaert · Jean Cau · Émile Delchambre · Henri Hazebroucq · Charlot                                     | · Francie (FRA) · Georges Lumpp · Charles Perrin · Daniel Soubeyran · Émile Wegelin · není znám                                | · Německo (GER) · Wilhelm Carstens · Julius Körner · Adolf Möller · Hugo Rüster · Gustav Moths                            |
| LOH 1900  | · Německo (GER) · Gustav Goßler · Oskar Goßler · Walter Katzenstein · Waldemar Tietgens · Carl Goßler                            | · Nizozemsko (NED) · Coenraad Hiebendaal · Geert Lotsij · Paul Lotsij · Johannes Terwogt · Hermanus Brockmann                  | · Německo (GER) · Ernst Felle · Otto Fickeisen · Carl Lehle · Hermann Wilker · Franz Kröwerath                            |
| 1904–1908 | závod nebyl na programu LOH | závod nebyl na programu LOH | závod nebyl na programu LOH                                                                                               |
| LOH 1912  | · Německo (GER) · Albert Arnheiter · Hermann Wilker · Rudolf Fickeisen · Otto Fickeisen · Karl Leister                           | · Velká Británie (GBR) · Julius Beresford · Karl Vernon · Charles Rought · Bruce Logan · Geoffrey Carr                         | · Dánsko (DEN) · Erik Bisgaard · Rasmus Frandsen · Mikael Simonsen · Poul Thymann · Ejgil Clemmensen                      |
| LOH 1920  | · Švýcarsko (SUI) · Willy Brüderlin · Max Rudolf · Paul Rudolf · Hans Walter · Paul Staub                                        | · Spojené státy americké (USA) · Kenneth Myers · Carl Klose · Franz Federschmidt · Erich Federschmidt · Sherman Clark          | · Norsko (NOR) · Birger Var · Theodor Klem · Henry Larsen · Per Gulbrandsen · Thoralf Hagen                               |
| LOH 1924  | · Švýcarsko (SUI) · Emile Albrecht · Alfred Probst · Eugen Sigg · Hans Walter · Émile Lachapelle                                 | · Francie (FRA) · Eugène Constant · Louis Gressier · Georges Lecointe · Raymond Talleux · Ernest Barberolle                    | · Spojené státy americké (USA) · Robert Gerhardt · Sidney Jelinek · Edward Mitchell · Henry Welsford · John Kennedy       |
| LOH 1928  | · Itálie (ITA) · Valerio Perentin · Giliante D'Este · Nicolò Vittori · Giovanni Delise · Renato Petronio                         | · Švýcarsko (SUI) · Ernst Haas (veslař) · Joseph Meyer · Otto Bucher · Karl Schwegler · Fritz Bösch                            | · Polsko (POL) · Franciszek Bronikowski · Edmund Jankowski · Leon Birkholc · Bernard Ormanowski · Bolesław Drewek         |
| LOH 1932  | · Německo (GER) · Hans Eller · Horst Hoeck · Walter Meyer · Joachim Spremberg · Carlheinz Neumann                                | · Itálie (ITA) · Bruno Vattovaz · Giovanni Plazzer · Riccardo Divora · Bruno Parovel · Giovanni Scher                          | · Polsko (POL) · Jerzy Braun · Janusz Ślązak · Stanisław Urban · Edward Kobyliński · Jerzy Skolimowski                    |
| LOH 1936  | · Německo (GER) · Hans Maier · Walter Volle · Ernst Gaber · Paul Söllner · Fritz Bauer                                           | · Švýcarsko (SUI) · Hermann Betschart · Hans Homberger · Alex Homberger · Karl Schmid · Rolf Spring                            | · Francie (FRA) · Fernand Vandernotte · Marcel Vandernotte · Jean Cosmat · Marcel Chauvigné · Noël Vandernotte            |
| LOH 1948  | · Spojené státy americké (USA) · Warren Westlund · Robert Martin · Robert Will · Gordon Giovanelli · Allan Morgan                | · Švýcarsko (SUI) · Rudolf Reichling · Erich Schriever · Emil Knecht · Pierre Stebler · André Moccand                          | · Dánsko (DEN) · Erik Larsen · Børge Nielsen · Henry Larsen · Harry Knudsen · Jørgen Olsen                                |
| LOH 1952  | · Československo (TCH) · Karel Mejta · Jiří Havlis · Jan Jindra · Stanislav Lusk · Miroslav Koranda                              | · Švýcarsko (SUI) · Rico Bianchi · Karl Weidmann · Heinrich Scheller · Émile Ess · Walter Leiser                               | · Spojené státy americké (USA) · Carl Lovested · Alvin Ulbrickson · Richard Wahlstrom · Matthew Leanderson · Albert Rossi |
| LOH 1956  | · Itálie (ITA) · Alberto Winkler · Romano Sgheiz · Angelo Vanzin · Franco Trincavelli · Ivo Stefanoni                            | · Švédsko (SWE) · Olle Larsson · Gösta Eriksson · Ivar Aronsson · Evert Gunnarsson · Bertil Göransson                          | · Finsko (FIN) · Kauko Hänninen · Reino Poutanen · Veli Lehtelä · Toimi Pitkänen · Matti Niemi                            |
| LOH 1960  | · Tým sjednoceného Německa (EUA) · Gerd Cintl · Horst Effertz · Klaus Riekemann · Jürgen Litz · Michael Obst                     | · Francie (FRA) · Robert Dumontois · Claude Martin · Jacques Morel · Guy Nosbaum · Jean Klein                                  | · Itálie (ITA) · Fulvio Balatti · Romano Sgheiz · Franco Trincavelli · Giovanni Zucchi · Ivo Stefanoni                    |
| LOH 1964  | · Tým sjednoceného Německa (EUA) · Peter Neusel · Bernhard Britting · Joachim Werner · Egbert Hirschfelder · Juergen Oelke       | · Itálie (ITA) · Renato Bosatta · Emilio Trivini · Giuseppe Galante · Franco De Pedrina · Giovanni Spinola                     | · Nizozemsko (NED) · Lex Mullink · Jan van de Graaff · Freek van de Graaff · Robert van de Graaff · Marius Klumperbeek    |
| LOH 1968  | · Nový Zéland (NZL) · Dick Joyce · Ross Collinge · Dudley Storey · Warren Cole · Simon Dickie                                    | · Německá demokratická republika (GDR) · Peter Kremtz · Manfred Gelpke · Roland Göhler · Klaus Jacob · Dieter Semetzky         | · Švýcarsko (SUI) · Denis Oswald · Peter Bolliger · Hugo Waser · Jakob Grob · Gottlieb Fröhlich                           |
| LOH 1972  | · Západní Německo (FRG) · Peter Berger · Hans-Johann Färber · Gerhard Auer · Alois Bierl · Uwe Benter                            | · Německá demokratická republika (GDR) · Dietrich Zander · Reinhard Gust · Eckhard Martens · Rolf Jobst · Klaus-Dieter Ludwig  | · Československo (TCH) · Otakar Mareček · Karel Neffe · Vladimír Jánoš · František Provazník · Vladimír Petříček          |
| LOH 1976  | · Sovětský svaz (URS) · Vladimir Ješinov · Nikolaj Ivanov · Michail Kuzněcov · Alexandr Klepikov · Alexandr Lukjanov             | · Německá demokratická republika (GDR) · Andreas Schulz · Rüdiger Kunze · Walter Diessner · Ullrich Diessner · Johannes Thomas | · Západní Německo (FRG) · Johann Faerber · Ralph Kubail · Siegfried Fricke · Peter Niehusen · Hartmut Wenzel              |
| LOH 1980  | · Německá demokratická republika (GDR) · Dieter Wendisch · Ullrich Diessner · Walter Diessner · Gottfried Döhn · Andreas Gregor  | · Sovětský svaz (URS) · Artūrs Garonskis · Dimants Krišjānis · Dzintars Krišjānis · Žoržs Tikmers · Juris Bērziņš              | · Polsko (POL) · Grzegorz Stellak · Adam Tomasiak · Grzegorz Nowak · Ryszard Stadniuk · Ryszard Kubiak                    |
| LOH 1984  | · Velká Británie (GBR) · Richard Budgett · Martin Cross · Adrian Ellison · Andy Holmes · Steve Redgrave                          | · Spojené státy americké (USA) · Edward Ives · Thomas Kiefer · Michael Bach · Gregory Springer · John Stillings                | · Nový Zéland (NZL) · Brett Hollister · Kevin Lawton · Barrie Mabbott · Don Symon · Ross Tong                             |
| LOH 1988  | · Německá demokratická republika (GDR) · Bernd Niesecke · Hendrik Reiher · Karsten Schmelling · Bernd Eichwurzel · Frank Klawonn | · Rumunsko (ROU) · Dimitrie Popescu · Ioan Snep · Vasile Tomoiagă · Ladislau Lovrenschi · Valentin Robu                        | · Nový Zéland (NZL) · Chris White · Ian Wright · Andrew Bird · Greg Johnston · George Keys                                |
| LOH 1992  | · Rumunsko (ROU) · Iulică Ruican · Viorel Talapan · Dimitrie Popescu · Dumitru Răducanu · Nicolaie Taga                          | · Německo (GER) · Ralf Brudel · Uwe Kellner · Thoralf Peters · Karsten Finger · Hendrik Reiher                                 | · Polsko (POL) · Wojciech Jankowski · Maciej Lasicki · Jacek Streich · Tomasz Tomiak · Michał Cieślak                     |

### Gigové čtyřky s kormidelníkem
| Rok      | Zlato                                                                                       | Stříbro | Bronz                                                                                            |
| -------- | ------------------------------------------------------------------------------------------- | --- | ------------------------------------------------------------------------------------------------ |
| LOH 1912 | · Dánsko (DEN) · Ejler Allert · Jørgen Hansen · Carl Møller · Carl Pedersen · Poul Hartmann | · Švédsko (SWE) · Ture Rosvall · William Bruhn-Möller · Conrad Brunkman · Herman Dahlbäck · Wilhelm Wilkens | · Norsko (NOR) · Claus Høyer · Reidar Holter · Magnus Herseth · Frithjof Olstad · Olav Bjørnstad |

### Čtyřka bez kormidelníka lehkých vah
| Rok      | Zlato                                                                                         | Stříbro                                                                                     | Bronz                                                                                                |
| -------- | --------------------------------------------------------------------------------------------- | ------------------------------------------------------------------------------------------- | --- |
| LOH 1996 | · Dánsko (DEN) · Victor Feddersen · Niels Henriksen · Thomas Poulsen · Eskild Ebbesen         | · Kanada (CAN) · Brian Peaker · Jeffrey Lay · Dave Boyes · Gavin Hassett                    | · Spojené státy americké (USA) · Marc Schneider · Jeff Pfaendtner · David Collins · William Carlucci |
| LOH 2000 | · Francie (FRA) · Laurent Porchier · Jean-Christophe Bette · Yves Hocdé · Xavier Dorfmann     | · Austrálie (AUS) · Simon Burgess · Anthony Edwards · Darren Balmforth · Robert Richards    | · Dánsko (DEN) · Søren Madsen · Thomas Ebert · Eskild Ebbesen · Victor Feddersen                     |
| LOH 2004 | · Dánsko (DEN) · Thor Kristensen · Thomas Ebert · Stephan Mølvig · Eskild Ebbesen             | · Austrálie (AUS) · Glen Loftus · Anthony Edwards · Ben Cureton · Simon Burgess             | · Itálie (ITA) · Lorenzo Bertini · Catello Amarante · Salvatore Amitrano · Bruno Mascarenhas         |
| LOH 2008 | · Dánsko (DEN) · Thomas Ebert · Morten Jørgensen · Eskild Ebbesen · Mads Andersen             | · Polsko (POL) · Łukasz Pawłowski · Bartłomiej Pawełczak · Miłosz Bernatajtys · Paweł Rańda | · Kanada (CAN) · Iain Brambell · Jon Beare · Mike Lewis · Liam Parsons                               |
| LOH 2012 | · Jihoafrická republika (RSA) · James Thompson · Matthew Brittain · John Smith · Sizwe Ndlovu | · Velká Británie (GBR) · Peter Chambers · Rob Williams · Richard Chambers · Chris Bartley   | · Dánsko (DEN) · Kasper Winther · Morten Jørgensen · Jacob Barsoe · Eskild Ebbesen                   |
| LOH 2016 | · Švýcarsko (SUI) · Lucas Tramèr · Simon Schürch · Simon Niepmann · Mario Gyr                 | · Dánsko (DEN) · Jacob Barsøe · Jacob Larsen · Kasper Winther Jørgensen · Morten Jørgensen  | · Francie (FRA) · Franck Solforosi · Thomas Baroukh · Guillaume Raineau · Thibault Colard            |
| LOH 2020 | Nebylo na programu.                                                                           | Nebylo na programu.                                                                         | Nebylo na programu.                                                                                  |